# Veremiivka, Petropavlivka
Veremiivka (în ucraineană Вереміївка) este un sat în comuna Vasîlivka din raionul Petropavlivka, regiunea Dnipropetrovsk, Ucraina.

## Demografie
Componența lingvistică a localității Veremiivka
     Ucraineană (87,77%)
     Rusă (12,23%)
Conform recensământului din 2001, majoritatea populației localității Veremiivka era vorbitoare de ucraineană (87,77%), existând în minoritate și vorbitori de rusă (12,23%).